# عائشة البحرية
عائشة البحرية (أو عائشة البحراوية) هي شخصية تاريخية بارزة في حقبة الاستعمار الفرنسي للمملكة المغربية. يُروى أنها بفروسيتها ومقاومتها رفقة عدد من النساء خلقت متاعب للمستعمر الفرنسي في منطقة دكالة عبدة غربي المغرب، وظلت هذه الفارسة الملثمة مجهولة لقواة الاحتلال الفرنسي إلى حين وفاتها، ولا يزال ضريحها على مقربة من موسم عبد الله أمغار المسمى بضريح «عائشة البحرية» القريب من مدينة «الجديدة».

## دوافع المقاومة
يدعي أحفاد هذه الفارسة الأسطورة أن سبب دخولها صراع مقاومة المستعمر هو وفاة زوجها في كمين نصبه جنود الاستعمار لقوات المقاومة الغير نظامية آنذاك، ما دفع بعائشة التماس المساعدة من أرامل المقاومة للثأر لزوجها وتخليص أبناء جلدتها من حكر المستعمر.

## الرمزية
قي التراث الشعبي والثقافي المغربي ضلت رمزا للزوجة الباسلة والأم الشجاعة، وأصبح اسمها معروفا في القصص والحكايات والأساطير التي أخذت طابعا تراثيا،] انشيء لها ضريح في نفس مكان منطقتها.

## الحياة الأسرية
عن أحفاد عائشة يحكون أنه، بعد سقوط جدهم ميتا في معركة المقاومة، لم يعد لعائشة مُعيلا يحرث أرض الأجداد أو يحصد بقل الأرض الخصبة. وبعد أن جرد المستعمر كل القرية من ذخائر الحبوب، لم يبق امام عائشة ومساعداتها سوى السطو على مخيم المستعمر لاسترجاع قوت ابنائها الثلاث، مما خلف قتلى في صفوف الفرنسيين وجعلها محاربة بالرغم عنها إلى ان سقطت شهيدة عقيدتها وتطلعها لحرية وطنها. حيث هناك من يُسميها بالقديسة لالة عائشة البحرية.

## صداها بعد الوفاة
يشتهر ضريح «عائشة البحرية» القريب من مدينة «الجديدة» في المغرب بتجمهر عشرات النسوة، حيث يُعد قبلة الفتيات ممن انسدت في وجوههن آمال الزواج للتبرك بماء البئر ولاعتقادهن بخلاصهن من واقع العنوسة بين أيدي ضريح هذه الأسطورة التي ضلت رمزا للزوجة الباسلة والأم الشجاعة، كما يقمن في ضريح «عائشة» بالاغتسال بماء حنفيتها وكتابة أسمائهن وأسماء عشاقهن بالحناء على جدران البناية المهترئة.